# Здравствуйте, меня зовут Дорис
«Здравствуйте, меня зовут Дорис» (англ. Hello, My Name Is Doris) — американский комедийно-драматический кинофильм режиссёра Майкла Шоуолтера. В фильме в главных ролях снялись Салли Филд и Макс Гринфилд. В фильме также задействованы Бет Берс, Венди Маклендон-Кови, Стивен Рут, Элизабет Ризер, Изабелла Акрес, Наташа Лионн, Тайн Дейли и Питер Галлахер. Фильм основан на короткометражном фильме 2011 года «Дорис и стажер». В марте 2015 года картина была представлена в рамках кинофестиваля SXSW и удостоилась положительных отзывов от кинокритиков. 11 марта 2016 года фильм был выпущен в прокат.

## Сюжет
Дорис Миллер, старая дева и незаметный офисный работник за шестьдесят. Её страсть собирать на улице выброшенные вещи и сносить этот хлам домой. На работе Дорис появляется новый коллега Джон, привлекательный парень возрастом вдвое моложе. Дорис неожиданно для себя безответно влюбляется в Джона и её посещают навязчивые фантазии о том, как они проводят время вместе.
После посещения семинара по самопомощи Дорис, осмелев, решает сделать первый шаг сама. Внучка её подруги Роуз Вивьен помогает найти профиль Джона в соцсетях и Дорис узнает какую музыку он любит. Дорис знакомится с ним поближе и они даже идут на концерт. Впрочем, выясняется, что у её любовного интереса есть подружка Бруклин. Дорис разочарована и решается на отчаянный шаг, на «стене» Джона в соцсети она оставляет скандальное сообщение, что он встречается с другой женщиной. В результате завязавшейся интриги Дорис понимает, что стояло за интересом Джона к ней. Он хотел устроить личную жизнь своего дяди, но все закончилось конфузом.

## Актёры и персонажи
- Салли Филд — Дорис Миллер
- Макс Гринфилд — Джон Фримонт
- Бет Берс — Бруклин
- Тайн Дейли — Роз
- Стивен Рут — Тодд Миллер
- Венди Маклендон-Кови — Синтия Миллер
- Элизабет Ризер — доктор Эдвардс
- Изабелла Акрес — Вивиан
- Питер Галлахер — Вилли Вильямс
- Наташа Лионн — Салли
- Кумэйл Нанджиани — Насир
- Рич Соммер — Роберт
- Ребекка Уайсоки — Энн
- Кэролайн Аарон — Вэл
- Джек Антонофф — Бэби Гойя
- Кайл Муни — Найлз

## Отзывы критиков
Для Салли Филд «Здравствуйте, меня зовут Дорис» стал первым полнометражным проектом, где она исполнила главную роль, со времен фильма «Око за око». На показе фильма в рамках кинофестиваля SXSW Филд получила стоячую овацию от аудитории. Филд также получила похвалу от критиков. После показа критики назвали Филд перспективным претендентом на премию «Оскар» за лучшую женскую роль.